# Trigonopoma pauciperforatum
Trigonopoma pauciperforatum е вид лъчеперка от семейство Шаранови (Cyprinidae). Видът не е застрашен от изчезване.

## Разпространение и местообитание
Разпространен е в Бруней, Виетнам, Индонезия (Калимантан и Суматра), Камбоджа, Малайзия (Западна Малайзия и Саравак) и Тайланд.
Обитава гористи местности, блата, мочурища и тресавища.

## Описание
На дължина достигат до 7 cm.
Популацията на вида е стабилна.